# Elina Avanesyan
Elina Avanesyan, née le 17 septembre 2002 à Piatigorsk, en Russie, est une joueuse de tennis arménienne. Elle fait partie de la communauté des arméniens de Russie.

## Carrière professionnelle
Elyna Avanesyan fait ses débuts sur le circuit WTA en 2022 au tournoi de Bogota au cours duquel elle passe les 2 premiers tours.
En septembre, elle entre dans le grand tableau de l'US Open après être passée par les qualifications mais ne passe pas le 1er tour et s'incline contre la Serbe Aleksandra Krunić.
En juin 2023, alors repêchée des qualifications, elle passe les 3 premiers tours de Roland-Garros,, battant sur son passage la Suissesse Belinda Bencic, douzième mondiale (6-3, 2-6, 6-4), l'invité locale Léolia Jeanjean (6-0, 7-5) et la qualifiée danoise Clara Tauson (3-6, 6-1, 7-5). Elle est éliminée par la Tchèque Karolína Muchová future finaliste (4-6, 3-6) en huitièmes de finale.
Elle réitère son exploit en 2024, se débarassant de sa compatriote Anna Blinkova (6-3, 6-0) et des chinoises Zhu Lin (6-2, 6-4) et Zheng Qinwen, huitième joueuse mondiale et récente finaliste à l'Open d'Australie au cours d'un match serré (3-6, 6-3, 7-6). Elle s'effondre en huitièmes de finale contre l'Italienne Jasmine Paolini, vainqueur plus tôt dans l'année du WTA 1000 de Dubaï (6-4, 0-6, 1-6) et qui dispute alors pour la première fois la deuxième semaine à Paris.
Fin juillet, elle joue le tournoi d'Iasi en Roumanie, sort d'abord facilement l'Espagnole Leyre Romero Gormaz (6-1, 6-2) puis plus difficilement la Croate Petra Martić (6-2, 5-7, 6-4) et la locale Jaqueline Cristian (7-5, 6-4). Elle se débarrasse en demi-finale de la Française Chloé Paquet (6-2, 6-3) qui intègre à l'issue du tournoi le Top 100 pour la première fois de sa carrière et résiste à sa très jeune compatriote Mirra Andreeva, demi-finaliste cette année-là à Roland Garros avant de s'effondrer et d'abandonner (7-5, 5-7, 0-4 ab.).
Depuis août 2024, elle représente l'Arménie en compétition.
Elle parvient en demi-finale du tournoi de Merida fin février, renversant la Polonaise Magdalena Fręch (4-6, 6-3, 6-3) et la jeune Australienne Maya Joint (4-6, 6-2, 6-0) et dominant aisément Jéssica Bouzas Maneiro (6-1, 6-4). Confronté à la tête de série numéro une et dixième joueuse mondiale Emma Navarro, elle s'incline logiquement (3-6, 3-6).

### Titre en simple dames
Aucun.

### Finale en simple dames
| No | Date       | Nom et lieu du tournoi | Catégorie | Dotation  | Surface      | Vainqueure     | Score             |          |
| -- | ---------- | ---------------------- | --------- | --------- | ------------ | -------------- | ----------------- | -------- |
| 1  | 21-07-2024 | BCR Iași Open, Iași    | WTA 250   | 267 082 $ | Terre (ext.) | Mirra Andreeva | 5-7, 7-5, 4-0 ab. | Parcours |

## Parcours en Grand Chelem

### En simple dames
| Année | Open d'Australie | Open d'Australie | Internationaux de France | Internationaux de France | Wimbledon       | Wimbledon          | US Open         | US Open             |
| ----- | ---------------- | ---------------- | ------------------------ | ------------------------ | --------------- | ------------------ | --------------- | ------------------- |
| 2022  | Q3               | Lesia Tsurenko   | Q1                       | Caroline Dolehide        | —               | —                  | 1er tour (1/64) | Aleksandra Krunić   |
| 2023  | Q2               | Sophie Chang     | 1/8 de finale            | Karolína Muchová         | Q2              | Storm Hunter       | 2e tour (1/32)  | Jeļena Ostapenko    |
| 2024  | 3e tour (1/16)   | Marta Kostyuk    | 1/8 de finale            | Jasmine Paolini          | 2e tour (1/32)  | Liudmila Samsonova | 1er tour (1/64) | Beatriz Haddad Maia |
| 2025  | 1er tour (1/64)  | Yulia Putintseva | 1er tour (1/64)          | Anhelina Kalinina        | 1er tour (1/64) | Elena Rybakina     |                 |                     |

N.B. : à droite du résultat se trouve le nom de l'ultime adversaire.

### En double dames
| Année | Open d'Australie                                                                  | Open d'Australie                                                                | Internationaux de France                                                                       | Internationaux de France                                                            | Wimbledon | Wimbledon | US Open                                                                          | US Open |
| ----- | --------------------------------------------------------------------------------- | ------------------------------------------------------------------------------- | ---------------------------------------------------------------------------------------------- | ----------------------------------------------------------------------------------- | --------- | --------- | -------------------------------------------------------------------------------- | ------- |
| 2023  | —                                                                                 | —                                                                               | —                                                                                              | —                                                                                   | —         | —         | 1/8 de finale K. Rakhimova \|\| style="text-align:left;" \| Hsieh S.-w. Wang Xn. |         |
| 2024  | 2e tour (1/16) I. Shymanovich \|\| style="text-align:left;" \| C. Bucșa A. Panova | 2e tour (1/16) C. Osorio \|\| style="text-align:left;" \| E. Shibahara Wang Xn. | 1er tour (1/32) O. Kalashnikova \|\| style="text-align:left;" \| M. Bouzková S. Sorribes Tormo | 1er tour (1/32) K. Piter \|\| style="text-align:left;" \| K. Rakhimova A. Sasnovich |           |           |                                                                                  |         |

N.B. : le nom de la partenaire se trouve sous le résultat ; les noms des ultimes adversaires se trouvent à droite.

## Parcours en WTA 1000
Les tournois WTA « Premier Mandatory » et « Premier 5 » (entre 2009 et 2020) et WTA 1000 (à partir de 2021) constituent les catégories d'épreuves les plus prestigieuses, après les quatre levées du Grand Chelem. 

De 2009 à 2023, les tournois Premier Mandatory (dits tournois WTA 1000 obligatoires entre 2021 et 2023) regroupent Indian Wells, Miami, Madrid et Pékin, les autres constituant les tournois Premier 5 (tournois WTA 1000 non-obligatoires). À partir de 2024, le nombre de tournois WTA 1000 passe à 10 par saison (fin de l’alternance Doha / Dubaï), ces derniers devenant tous obligatoires et offrant tous 1000 points à la vainqueure (contre 900 points précédemment pour les tournois Premier 5).

### En simple dames
| Année |       |                             |                             |                          |                           |                               |                                |       |                            |                                 |  |                             |
| Doha  | Dubaï | Indian Wells                | Miami                       | Madrid                   | Rome                      | Canada                        | Cincinnati                     | Pékin |                            | Wuhan                           |  |                             |
| Doha  | Dubaï | Indian Wells                | Miami                       | Madrid                   | Rome                      | Canada                        | Cincinnati                     | Pékin | Guadalajara                |                                 |  |                             |
| Doha  | Dubaï | Indian Wells                | Miami                       | Madrid                   | Rome                      | Canada                        | Cincinnati                     | Pékin |                            |                                 |  |                             |
| 2022  |       |                             | Hors catégorie              |                          |                           |                               | 1er tour (1/32) E. Rybakina    |       |                            | Hors calendrier                 |  | 1er tour (1/32) V. Azarenka |
|       |       |                             |                             |                          |                           |                               |                                |       |                            |                                 |  |                             |
| 2024  |       |                             |                             | 1er tour (1/64) O. Dodin | 3e tour (1/16) D. Collins | 1er tour (1/64) R. Montgomery | 2e tour (1/32) J. Cristian     |       | 3e tour (1/8) L. Samsonova | 3e tour (1/16) Y. Starodubtseva |  | 1er tour (1/32) M. Kostyuk  |
| 2025  |       | 2e tour (1/16) D. Kasatkina | 1er tour (1/32) M. Andreeva | 2e tour (1/32) D. Vekić  | 2e tour (1/32) M. Keys    | 1er tour (1/64) C. Dolehide   | 1er tour (1/64) E. Cocciaretto |       |                            |                                 |  |                             |

Sous le résultat, l’ultime adversaire.
1. 1 2   Les tournois de Doha et Dubaï alternent le statut de tournoi WTA 1000 (ex Premier 5) entre 2009 et 2023 : les trois premières éditions ont lieu à Dubaï, les trois suivantes à Doha, puis Dubaï accueille le tournoi de cette catégorie les années impaires et Dubaï les années paires. De 2011 à 2023, la ville qui n’accueille pas de WTA 1000 organise à la place un tournoi WTA 500 (ex Premier).
2. 1 2 3 4 5 6 7   L’ordre de déroulement des tournois a évolué depuis 2009 : Rome se dispute avant Madrid et Cincinnati avant Montréal/Toronto jusqu’en 2010, tandis que Tokyo/Wuhan/Guadalajara ont lieu avant Pékin jusqu’en 2023.
3. ↑  Le 1er décembre 2021, le président de la WTA, Steve Simon, annonce que tous les tournois prévus en Chine et à Hong Kong sont suspendus à partir de 2022, en raison de préoccupations concernant la sécurité et le bien-être de la joueuse de tennis chinoise Peng Shuai après ses allégations de relations sexuelles non-consenties avec Zhang Gaoli, membre de haut rang du Parti communiste chinois. Le tournoi de Pékin revient en 2023. Le tournoi de Guadalajara remplace celui de Wuhan pendant deux ans, ce dernier réapparaissant en 2024.

## Classements WTA en fin de saison
| Année          | 2019 | 2020 | 2021 | 2022 | 2023 | 2024 |
| Rang en simple | 720  | 720  | 261  | 134  | 75   | 44   |
| Rang en double | 697  | 732  | 424  | 353  | 291  | 269  |

Source : (en) Classements de Elina Avanesyan sur le site officiel de la Fédération internationale de tennis

## Records et statistiques

### Victoires sur le top 10
Toutes ses victoires sur des joueuses classées dans le top 10 de la WTA lors de la rencontre.
| Légende         |
| Grand Chelem    |
| Masters         |
| Jeux olympiques |
| WTA 1000        |
| WTA 500         |
| WTA 250         |
| Fed Cup         |

| # |       |  | Tournoi          | Année | Surface      |  | Adversaire    | Rang | Tour | Score          | Tableau |
| - | ----- |  | ---------------- | ----- | ------------ |  | ------------- | ---- | ---- | -------------- | ------- |
| 1 | no 74 |  | Open d'Australie | 2024  | Dur          |  | Maria Sakkari | no 8 | 1/32 | 6-4, 6-4       | Tableau |
| 2 | no 65 |  | Miami            | 2024  | Dur          |  | Ons Jabeur    | no 6 | 1/32 | 6-1, 4-6, 6-3  | Tableau |
| 3 | no 70 |  | Roland-Garros    | 2024  | Terre battue |  | Zheng Qinwen  | no 8 | 1/16 | 3-6, 6-3, 7-66 | Tableau |